# Alexander Jackson Møller
Alexander Jackson Møller (født 21. januar 1990) er en dansk fodboldspiller, der spiller for B1908 som forsvarsspiller.